# تپه شهنشاهی
تپه شهنشاهی مربوط به هزاره ۵ قبل از میلاد - عصر برنز - عصر آهن است و در شهرستان خرم‌آباد، بخش ویسیان، دهستان شوراب، روستای طالقانی واقع شده و این اثر در تاریخ ۲۸ اسفند ۱۳۸۵ با شمارهٔ ثبت ۱۸۵۹۰ به‌عنوان یکی از آثار ملی ایران به ثبت رسیده است.